# دیانا آمفت
دیانا آمفت (آلمانی: Diana Amft؛ زادهٔ ۷ نوامبر ۱۹۷۵) هنرپیشه اهل آلمان است.
از فیلم‌ها یا برنامه‌های تلویزیونی که وی در آنها نقش داشته‌است می‌توان به خاطرات دکتر اشاره کرد.